# Rue Véron
La rue Véron est une voie située dans le quartier des Grandes-Carrières du 18e arrondissement de Paris.

## Origine du nom
Elle porte le nom de Jean-Louis Véron ( -1861), qui fut maire de Montmartre de 1830 à 1841.

## Historique
Ancienne voie de la commune de Montmartre entre les rues Germain-Pilon et Lepic, elle est classée dans la voirie parisienne et prend sa dénomination actuelle par un décret du 23 mai 1863.

## Bâtiments remarquables et lieux de mémoire
- No 3 : premier domicile parisien du chanteur  Claude François[1].
- No 8 : accès aux studios de danse du théâtre des Abbesses, annexe montmartroise du théâtre de la Ville.
- No 24 : domicile du sculpteur et historien de l'art Stanislas Lami (1858-1944)[2].